# Phorocera sericea
Phorocera sericea là một loài ruồi trong họ Tachinidae.